# Virginio Allione
Virginio Allione (Cuneo, 1822 – 25 luglio 1885) è stato un politico italiano.
Fu sindaco di Cuneo dal 1874 al 1884 e venne eletto deputato alla Camera del Regno d'Italia per la XIII legislatura.